# Andreas Fritz
Andreas Fritz (født 2. november 1828 i Mou præstegård ved Aalborg, død 22. februar 1906 på Louisenhøj ved Marselisborg) var en dansk landskabsmaler, fotograf og far til Marcus Fritz.

## Uddannelse og krigsdeltagelse
Fritz er søn af sognepræst Niels Fritz (1791-1874) og Karen Kirstine født Færch (1802-1872) og besøgte Realskolen i Aarhus, hvor adjunkt Emmerik Høegh-Guldberg vejledede ham i tegning. 1845 kom han til Kunstakademiet i København og var 1848 elev på Modelskolen, da han ved Treårskrigens udbrud meldte sig som officersaspirant i artilleriets reserve, blev løjtnant, deltog i hele felttoget og gjorde tjeneste i flere år efter krigen.

## Karriere
Ved Kunstakademiet vandt han imidlertid 1854-55 den lille og den store sølvmedalje og begyndte at udstille som figurmaler. Efter at have været udenlands bosatte han sig i Aarhus og levede dels som portrætmaler, dels i en længere årrække som fotograf. Her ægtede han i 1863 Sara Jensine Linaa Bech (født 1831), datter af kaptajn, købmand Marcus Galthen Bech (1794-1863) og Caroline Jacobine født Galthen (1804-1863). Fra 1870 genoptog han kunsten som landskabsmaler udstillede siden den tid en række landskaber, især fra omegnen af Aarhus, hvoraf kan nævnes Birketræer med Rim ved Solopgang (1871, ARoS Aarhus Kunstmuseum), Fra Caroline Amalies Høj paa Tindebjærg, brudegave til prinsesse Thyra (1879). Samtidig malede han også i sine senere år en del portrætter.
Han er begravet i Aarhus. Der findes et litografisk selvportræt på gruppebillede fra 1848 og et træsnit af Carl Poulsen 1884.